# Bitwa pod Białą (1617–1618)
Bitwa pod Białą – walki toczone w okolicach miejscowości Biała od jesieni 1617, zakończone zdobyciem miasta przez Polaków w sierpniu 1618.